# 262 a.C.

## Eventos
- Lúcio Postúmio Megelo e Quinto Mamílio Vítulo, cônsules romanos.
- Terceiro ano da Primeira guerra púnica: Começa a intervenção romana contra a ocupação cartaginense da Sicília; início do cerco de Agrigento.
- Areu II foi feito rei de Esparta, m. 254 a.C..